# 村山大久保郵便局
村山大久保郵便局（むらやまおおくぼゆうびんきょく）は山形県村山市にある郵便局。民営化前の分類では集配特定郵便局であった。

## 概要
住所：〒995-0199 山形県村山市大久保甲113-1

## 沿革
- 1912年（明治45年）7月1日 - 北村山郡大久保村に村山大久保郵便局として開設[1]。
- 1932年（昭和7年）12月26日 - 電話通話事務を開始[2]。
- 1934年（昭和9年）2月1日 - 電信事務を開始[3]。
- 1936年（昭和11年）3月1日 - 集配事務を開始[4]。
- 1938年（昭和13年）
  - 6月1日 - 電話規則による電話事務を開始[5]。
  - 12月28日 - 電話交換業務を開始[6]。
- 2007年（平成19年）10月1日 - 民営化に伴い、併設された郵便事業東根支店村山大久保集配センターに一部業務を移管。
- 2012年（平成24年）10月1日 - 日本郵便株式会社の発足に伴い、郵便事業東根支店村山大久保集配センターを村山大久保郵便局に統合。

## 取扱内容
- 郵便、印紙、ゆうパック、内容証明
- 貯金、為替、振替、振込、国債
- 生命保険、バイク自賠責保険、がん保険
- ゆうちょ銀行ATM
- 村山市内の一部地域（〒995-01xx）の集配業務

## 周辺
- 山形県道294号大久保村山停車場線
- 村山市立大久保小学校
- 村山市地域市民センター

## アクセス
- 山交バス 大久保四辻停留所下車徒歩5分
- 駐車場あり：5台